# Bożodrzew
Bożodrzew, ajlant (Ailanthus Desf.) – rodzaj roślin z rodziny biegunecznikowatych (Simarubaceae). Obejmuje 7 gatunków występujących w tropikalnej Azji i Australii. Bożodrzew gruczołowaty jest szeroko rozpowszechniony jako gatunek sadzony na terenach zieleni i wzdłuż dróg. W wielu obszarach gatunek inwazyjny, także w Polsce.

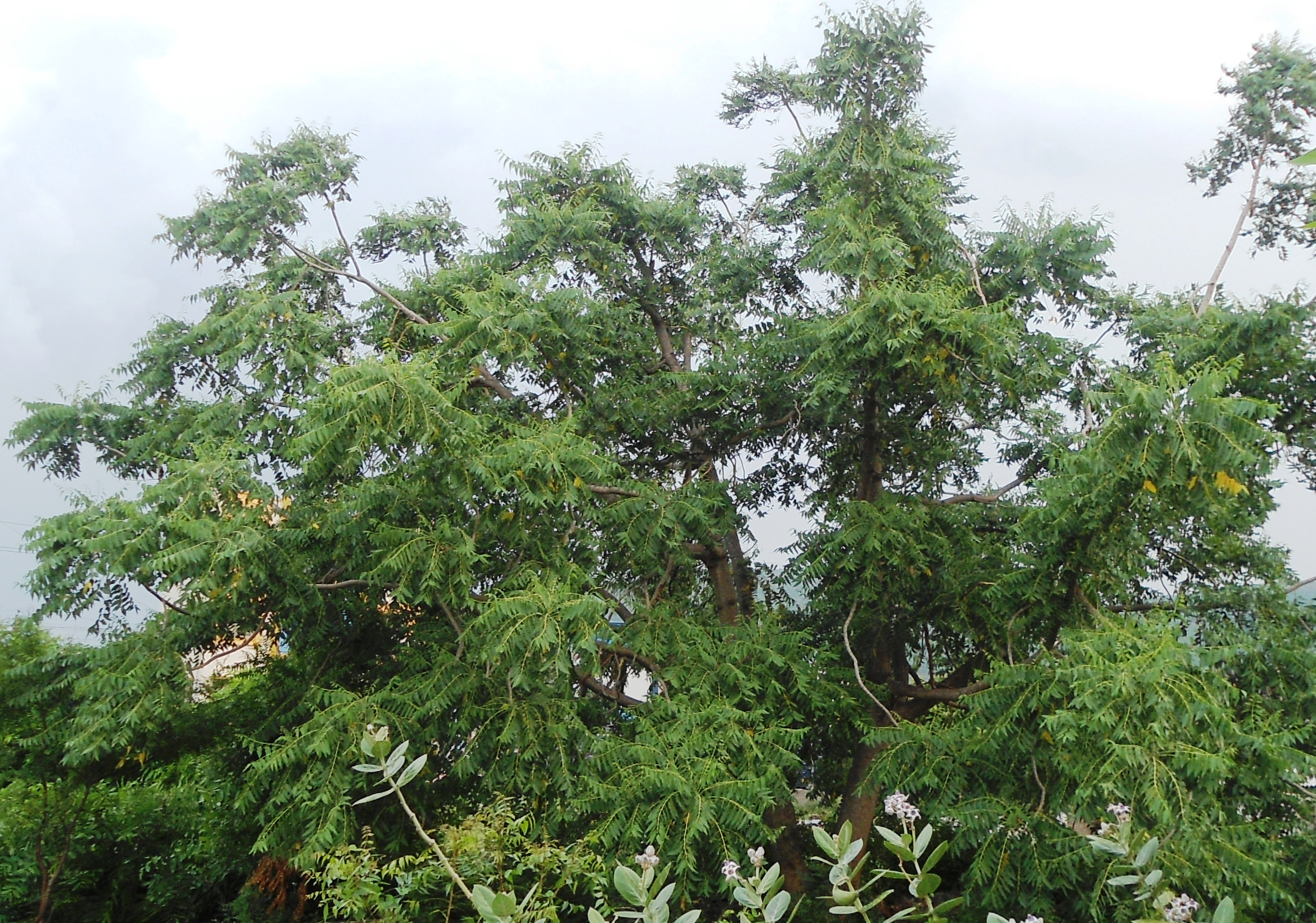
Korona Ailanthus excelsa

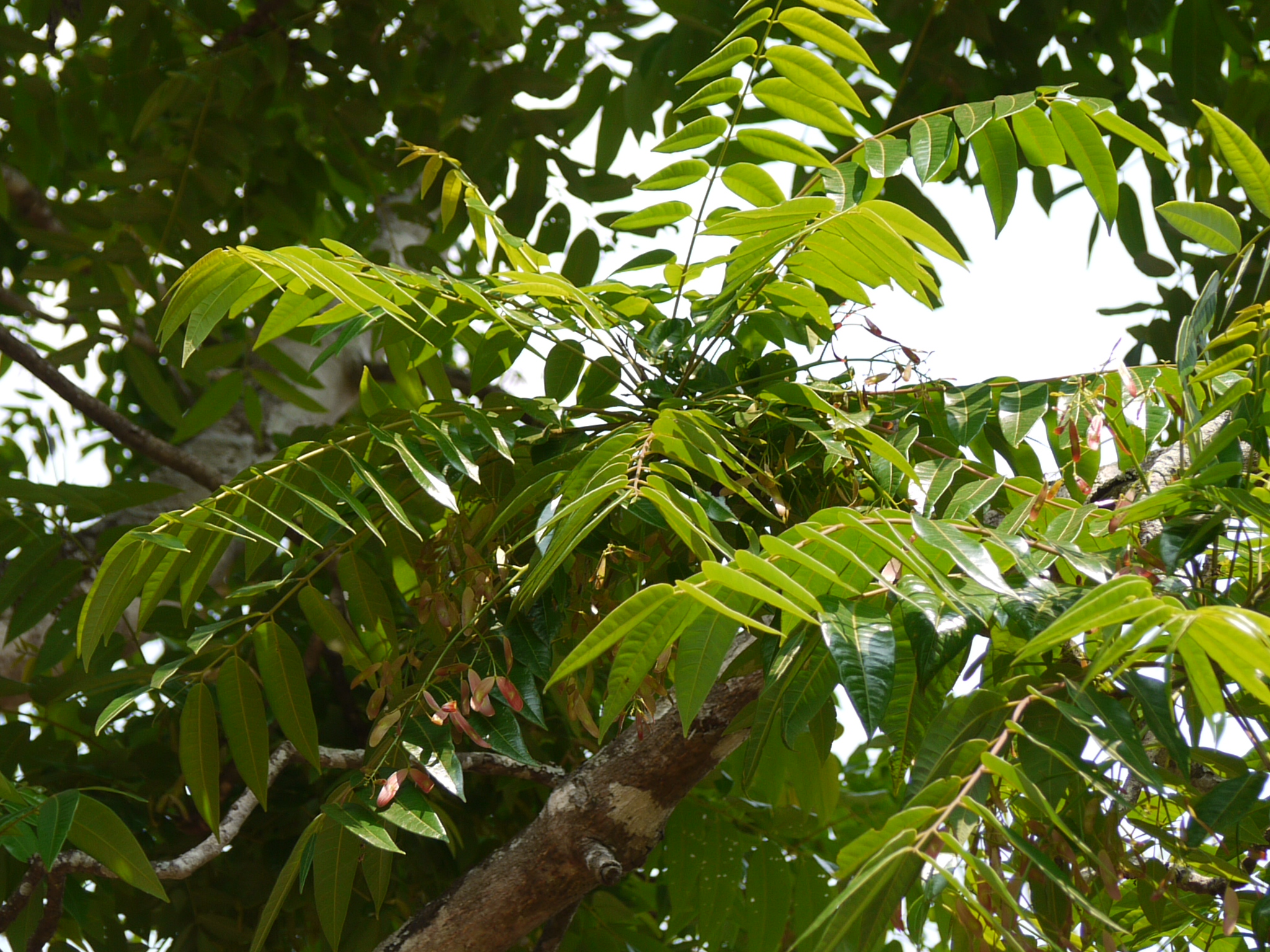
Ailanthus triphysa

## Morfologia
PokrójDrzewa osiągające do 30 m. Korowina szara. Młode pędy omszone
LiścieUlistnienie skrętoległe, złożone nieparzystopierzasto z 11–35 (41) listkami. Poszczególne listki wyrastają w niemal naprzeciwległych parach. Blaszka ich jest cienka do skórzastej, całobrzega do piłkowanej, wierzchołek zaostrzony.
KwiatyDrobne, jedno- i obupłciowe, zebrane w gęste, rozgałęzione kwiatostany na końcach pędów. Kielich pięcio-, rzadziej sześciodziałkowy. Korona z pięcioma, rzadziej sześcioma białawymi płatkami. pręcików jest od 2 do 5 w kwiatach obupłciowych i do 10 w kwiatach jednopłciowych. Zalążnia pięciokomorowa z pięcioma szyjkami słupków. W każdej komorze zalążni rozwija się pojedynczy zalążek.
OwoceSkrzydlaki z centralnie umieszczonym nasionem, powstające w wyniku rozpadu zalążni na poszczególne owocolistki.

## Systematyka
Wykaz gatunków
- Ailanthus altissima (Mill.) Swingle – bożodrzew gruczołowaty
- Ailanthus excelsa Roxb.
- Ailanthus fordii Noot.
- Ailanthus guangxiensis S.L.Mo
- Ailanthus integrifolia Lam.
- Ailanthus triphysa (Dennst.) Alston
- Ailanthus vietnamensis H.V.Sam & Noot.